# Michael Rabl

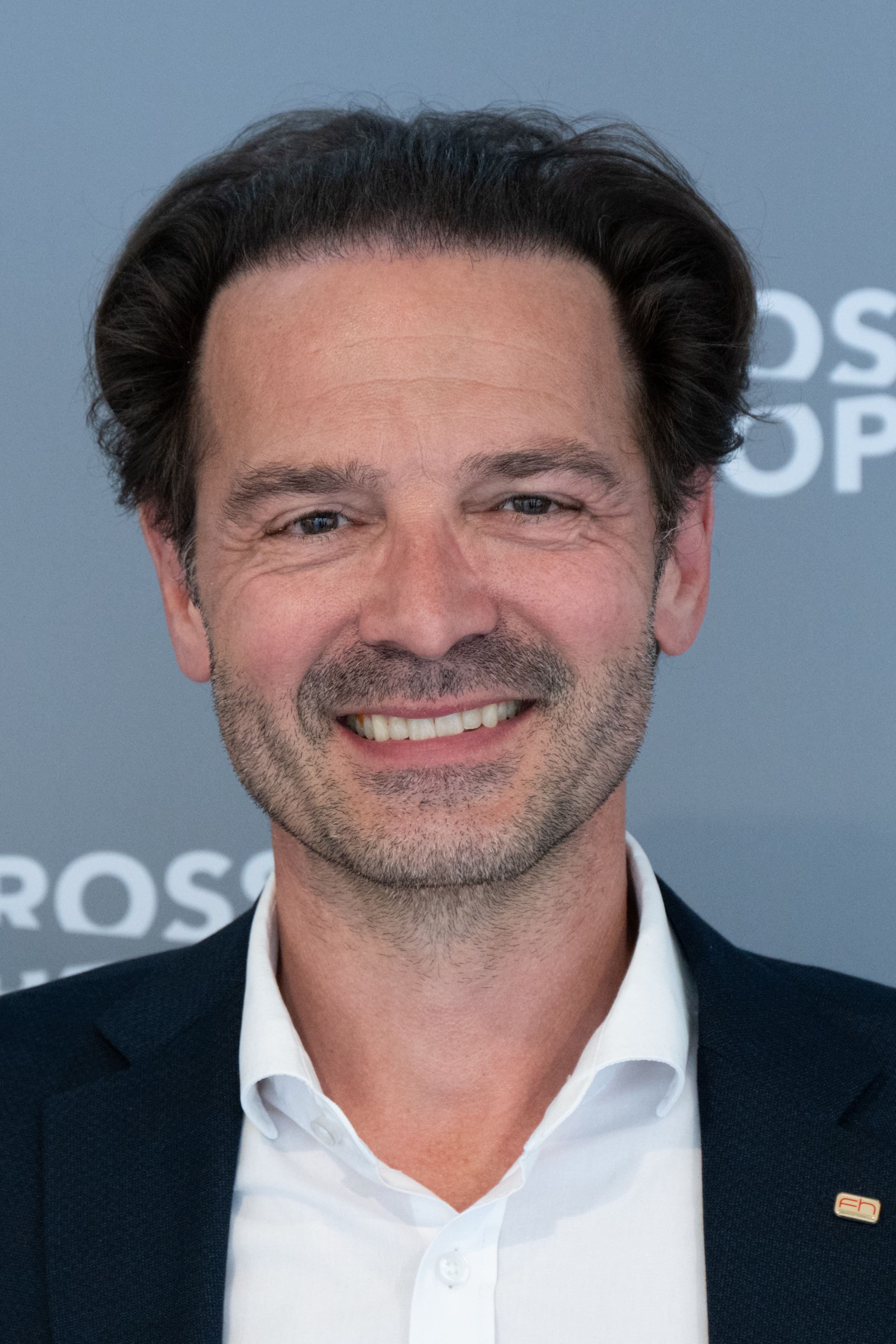
Michael Rabl

Michael Rabl (* 13. September 1968 in Linz) ist ein österreichischer Wissenschaftsmanager, Ingenieur und Hochschullehrer. Seit dem 1. September 2024 ist er Präsident und wissenschaftlicher Geschäftsführer der Fachhochschule Oberösterreich (FH OÖ). Er ist insbesondere in den Bereichen Innovation, Sensorik und Produktentwicklung tätig.

## Leben
Michael Rabl stammt aus Traun (Oberösterreich) und ist das jüngste von neun Kindern. Er studierte technische Fachrichtungen und absolvierte unter anderem ein MBA-Studium. Seine berufliche Laufbahn begann im technischen Bereich, mit Schwerpunkten in Sensorik, Messtechnik und Produktdesign.
2018 wurde Rabl zum Dekan der Fakultät für Technik und Angewandte Naturwissenschaften am FH OÖ-Campus in Wels bestellt. In dieser Rolle setzte er strategische Schwerpunkte auf Internationalisierung, Infrastrukturmodernisierung sowie den Aufbau interdisziplinärer Forschungslabore.
Am 1. September 2024 trat er die Nachfolge von Gerald Reisinger als Präsident und wissenschaftlicher Geschäftsführer der Fachhochschule Oberösterreich an. Die Leitung der Hochschule wurde dabei auf eine Doppelspitze umgestellt: Rabl übernimmt den wissenschaftlichen Bereich, Isolde Perndl die kaufmännische Geschäftsführung.
Rabl stammt aus Traun in Oberösterreich und ist das jüngste von neun Geschwistern. Er ist verheiratet; seine Ehefrau ist Juristin.  Das Paar hat drei Kinder. Er lebt mit seiner Familie in Oberösterreich.

## Forschung und Lehre
Rabl war in seiner Lehrtätigkeit vor allem in den Bereichen Innovationsmanagement, Sensorik, Produktentwicklung und Technologietransfer tätig. Er leitete mehrere Forschungs- und Innovationslabore an der FH OÖ und war maßgeblich an internationalen Kooperationen beteiligt.
Er gilt als Verfechter eines praxisnahen, forschungsgeleiteten Fachhochschulsystems und setzt sich für die stärkere Vernetzung von Wissenschaft und Wirtschaft ein.